# Feira de Enchidos, Queijo e Mel
A Feira de Enchidos, Queijo e Mel de Vila Rei é um evento anual realizado na encantadora vila de Vila Rei, localizada no concelho de Vila Rei, no distrito de Castelo Branco, na região centro de Portugal. Esta feira tradicionalmente celebra os sabores e produtos típicos da região, com ênfase nos enchidos, queijos e mel, que são verdadeiros tesouros gastronômicos da área.

## A feira como instrumento de comunicação
A feira é um ponto de encontro para produtores locais, artesãos e entusiastas de alimentos de qualidade. Ela ocorre ao longo de vários dias, geralmente durante o verão, quando a natureza oferece uma riqueza de ingredientes saborosos. O evento atrai visitantes de toda a região e além, que desejam explorar os sabores autênticos e a cultura local.
Durante a feira de Enchidos Queijo e Mel, os visitantes têm a oportunidade de descobrir uma variedade de enchidos, como chouriços, salpicões, morcelas e também a famosa alheira. Esses enchidos são produzidos com técnicas tradicionais, seguindo receitas transmitidas de geração em geração. Cada um deles possui características únicas, seja na escolha das carnes, no tempero ou no processo de cura.

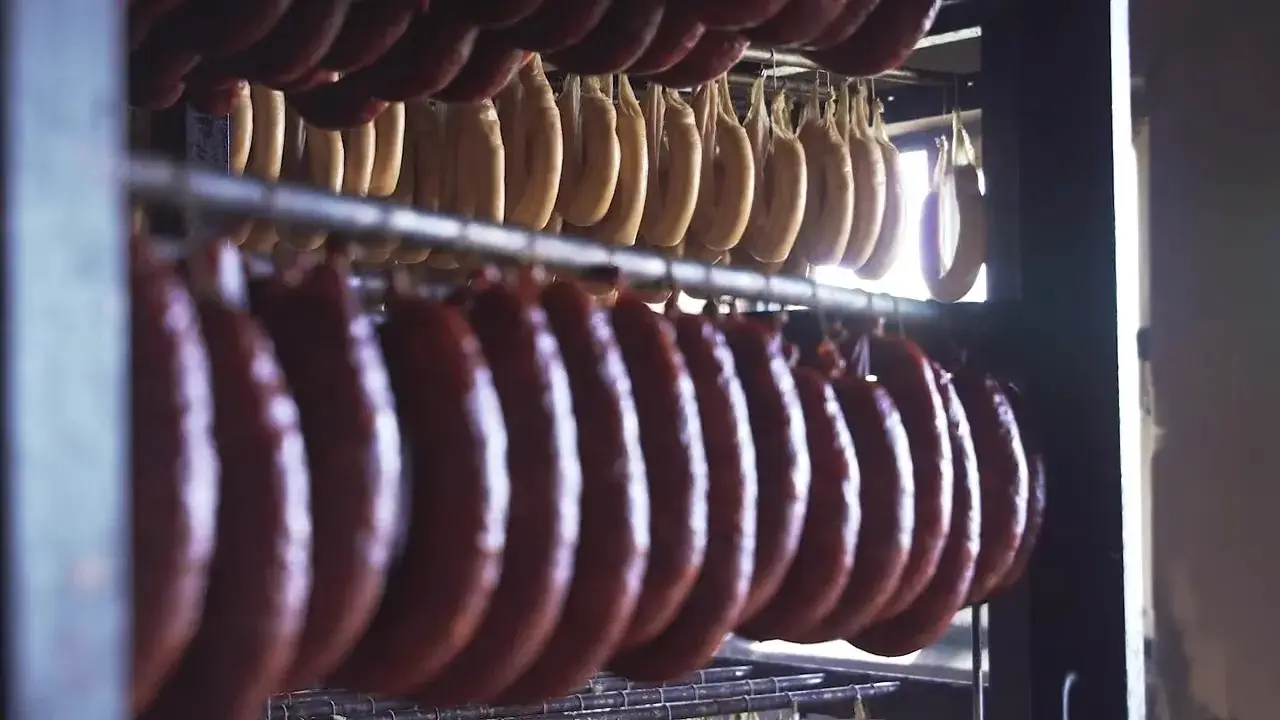
Enchidos de chouriço e alheira alinham-se juntos a curar.

Os chouriços são embutidos feitos a partir de carne de porco, geralmente com adição de temperos como alho, pimentão e outros condimentos que conferem um sabor característico. Já os salpicões são enchidos mais grossos, elaborados com carne de porco selecionada, temperada e defumada, resultando em um sabor intenso e aromático.
As morcelas são enchidos feitos com sangue de porco coagulado, misturado com gordura, temperos e outros ingredientes, conferindo um sabor único e distintivo. E, é claro, a alheira, uma iguaria tradicional, tem como base a carne de aves, pão e temperos, sendo famosa por sua textura macia e sabor suave.
Além dos enchidos, a feira também destaca os queijos produzidos a partir do leite de ovelha ou cabra, oferecendo uma diversidade de texturas e sabores que agradam aos paladares mais exigentes. Cada queijo possui suas características particulares, que variam desde queijos frescos e suaves até queijos curados e intensos.
Outro destaque da feira é o mel artesanal, colhido a partir das flores da região. O mel é reconhecido tanto pela sua qualidade quanto pelos benefícios para a saúde, além de possuir um sabor delicioso e aromático. Os visitantes têm a oportunidade de conhecer diferentes tipos de mel, cada um com suas características florais distintas.
A Feira de Enchidos, Queijo e Mel de Vila Rei oferece aos visitantes a oportunidade de explorar e degustar uma variedade de enchidos, queijos e mel de alta qualidade, proporcionando uma experiência gastronômica única e enriquecedora.

### Vantagens da participação
Além da exposição e venda desses produtos, a Feira de Enchidos, Queijo e Mel de Vila Rei oferece uma série de atividades e entretenimento para os visitantes. Há demonstrações de técnicas de produção, como a fabricação de enchidos e queijos, bem como workshops de degustação, onde os participantes podem aprender a apreciar e harmonizar esses produtos com vinhos locais. Também são realizadas apresentações de música e dança tradicionais, que proporcionam um ambiente festivo e acolhedor.
A Feira de Enchidos, Queijo e Mel de Vila Rei é um evento imperdível para os amantes da gastronomia tradicional portuguesa e para aqueles que desejam explorar os sabores únicos da região. É uma oportunidade de mergulhar na cultura local, conhecer os produtores apaixonados e desfrutar de uma experiência gastronômica autêntica.